# Cultura delle grandi pianure
Le culture delle grandi pianure (Plano cultures) è un nome dato dagli archeologi ad un gruppo di diverse comunità di cacciatori-raccoglitori  che occupavano la zona delle Grandi pianure del Nord America tra il 9000 a.C. e 6000 a.C.
Erano caratterizzate dalla produzione di una serie di punte di freccia a forma di proiettile chiamate generalmente punte Plano.
Generalmente cacciavano bisonti, anche se la loro dieta comprendeva antilocapre, alci, cervi, procioni e coyote.
Con l'inizio della epoca arcaica avevano iniziato ad adottare un più vario e sedentario approccio alla sussistenza.